# Joachim Heinrich Pries der Jüngere
Joachim Heinrich Pries (auch: der Jüngere; * 24. September 1747 in Rostock; † 24. Oktober 1796 ebenda) war ein deutscher lutherischer Theologe.

## Leben
Pries war der Sohn des gleichnamigen Rostocker Pastors und Professors Joachim Heinrich Pries (1714–1763) und dessen Frau Sophia Wendula, geb. Petersen (1724–1771). Er erhielt seine schulische Ausbildung vom Vater und Privatlehrern und am Gymnasium Güstrow. Ab 1764 studierte er Theologie, zunächst an der Universität Rostock und ab 1767 an der Universität Greifswald. Hier erlangte er 1769 die Magisterwürde. In den folgenden Jahren gab er als Privatdozent Vorlesungen. 1772 wählte ihn die Klostergemeinde Ribnitz zu ihrem Prediger. 1779 wurde er Pastor an der Kirche des Heilig-Geist-Hospitals. Zugleich wurde er zum zweiten Professor der Theologie an der Universität Rostock ernannt. 1791 wurde er zum Dr. theol. promoviert. 1789/90 war er Mitglied des Engeren Konzils, 1791/92 und 1794/95 Dekan der Theologischen Fakultät. Er wurde viermal zum Rektor gewählt.
Pries heiratete 1775 Marie Friederike Katharina Stier (1758–1809), Tochter des Elbzollkommissars Johann Dietrich Stier aus Dömitz. Sein Sohn Johann Friedrich Pries (1776–1832) wurde 1805 ebenfalls Professor der Moral an der philosophischen Fakultät der Universität Rostock und 1828 Direktor der Großen Stadtschule Rostock. Sein Urenkel Robert Pries (1852–1928) amtierte von 1905 bis 1923 als erster Pastor an der neuen Heiligen-Geist-Kirche zu Rostock.